# Anionska polimerizacija
Anionska polimerizacija je oblik ionske polimerizacije, koja spada u lančane polimerizacije (adicijska polimerizacija). Druga vrsta ionske polimerizacije je kationska polimerizacija.
Reakcija se zbiva uz anione kao katalizatore. Jaki donori elektrona iniciraju ju, a takvi davatelji su Lewisove baze. Tako se polimerizira izopren, butadien, akrilonitril, etilen-oksid i dr.
U ovoj vrsti polimerizacije uključuje i polimeriziranje vinilnih monomera (s) jakim elektronegativnim skupinama. Izvode se aktivnim vrstama karbaniona. Kao sve lančane polimerizacije, zbiva se u tri koraka: lančana inicijacija, lančana propagacija i lančana terminacija. Živuće polimerizacije, kojima nedostaje formalni terminacijski put, pojavljuju se u brojnim anionskim adicijskim polimerizacijama. Prednost živuće anionske adicijske polimerizacije je ta što dopušta upravljanje strukturom i kompozicijom.
Anionske polimerizacije primjenjuje se u proizvodnji polidienskih umjetnih guma, solucijskih stirensko/butadienskih guma (SBR) te stirenskih termoplastičnih elastomera.